# 內惟啟安堂
內惟啟安堂，位於台灣高雄市鼓山區日昌路96之1號，主祀關聖帝君。是當地民眾的信仰中心之一，廟宇雖小，但香火鼎盛。

## 歷史
內惟啟安堂關聖帝君，於1870年間（清同治九年），由先民自中國大陸迎請來台灣。在壽山下內惟開壇濟世。迄今已有百年歷史。

## 祀神
內惟啟安堂主祀關聖帝君，配祀關平太子、周倉將軍、福德正神、註生娘娘。

## 外部連結
- 啟安堂— 文化資源地理資訊系統 （页面存档备份，存于）